# 백신스
백신스(The Vaccines)는 영국 잉글랜드 런던에서 2010년 결성된 인디 록 밴드이다. 멤버는 저스틴 영 (보컬, 기타)과 아르니 조르바르 (베이스), 프레디 코완 (기타), 피트 로버트슨 (드럼)이다. 2011년 3월 14일에 컬럼비아 레코드에서 발매된 백신스의 데뷔 앨범 《What Did You Expect from the Vaccines?》는 영국 음반 차트에서 4위를 기록하였다. 이들은 활동 초기 라몬즈와 스트록스, 지저스 앤 메리 체인 등의 밴드와 비교되었다. 그러나 밴드는 50년대의 로큰롤부터 80년대의 하드코어, 그리고 좋은 팝 뮤직에 이르기까지 다양한 장르에 영향받았다고 밝혀 왔다.

## 디스코그래피
스튜디오 음반
- What Did You Expect from The Vaccines? (2011)
- Come of Age (2012)
- English Graffiti (2015)
- Combat Sports (2018)
- Back in Love City (2021)